# Ephippianthus sawadanus
Ephippianthus sawadanus är en orkidéart som först beskrevs av Tokujirô Tokijiro Maekawa, och fick sitt nu gällande namn av Jisaburo Ohwi. Ephippianthus sawadanus ingår i släktet Ephippianthus och familjen orkidéer. Inga underarter finns listade i Catalogue of Life.